# روهنو
روهنو (بالسويدية: Runö) هي جزيرة إستونية تقع بخليج ريغا في بحر البلطيق، وهي تابعة إدارياً لمحافظة ساءر. تبلغ مساحة الجزيرة 11.9 كم2، وأما عدد سكانها فهوَ أقل من 100 نسمة، ومعظمهم إستونيون عرقياً. قبل عام 1944 كان يَقطن الجزيرة الكثير من السويديِّين، وكان يُطبَّق فيها القانون السويدي، غير أنهم هجروها عائدين إلى السويد في أعقاب الحرب العالمية الثانية.

## التاريخ الحديث
بعدَ أن نالت إستونيا استقلالها في عام 1991 بدأت الحكومة بإعادة الأراضي والمنازل والملكيات الأخرى التي يُطالب بها أصحابها بكونها كانت ملكهم قبل بدء الاحتلال السوفيتي، أو إلى أبناء وأحفاد من كانوا أصحابها، ومعظم هؤلاء كانوا مُقيمين في السويد، وأغلبهم لم يَعودوا إلى روهنو للعيش في أرض أجدادهم، غير أنهم يأتون إليها من وقت لآخر للاطمئنان على أملاكهم.
يَخدم مطار روهنو حالياً كوسيلة للنقل للسكان، حيث أن لديه رحلتين في الأسبوع خلال فصل الصيف بين روهنو مدينتي كيورساري وبارنو، فيما يَنخفض الرقم إلى رحلة واحدة أسبوعياً في الشتاء. كما أن الجزيرة مخدومة برحلات العبارات أيضاً.
تُوجد في روهنو منارة طويلة مبنية على أعلى نقطة في الجزيرة، وهي «تل هابوجير». وكانت هذه المنارة قد بُنيت وجُهِّزت في فرنسا ثم شُحنت إلى الجزيرة في عام 1877، وصمَّمها غوستاف إيفل.
تُعد الكنيسة الخشبية في روهنو التي بُنيت عام 1644 واحدة من أقدم الأبنية الخشبية في إستونيا، وقد انتهى بناء برجها ذا التصميم الباروكيّ في عام 1755. وأما الكنيسة اللوثرية الحجرية الموجودة بجانب تلك الخشبية فقد بُنيت في عام 1922.
روهنو هي موطن لنسل نادر إلى حد ما من الخراف، يُطلق عليه «الخروف الإستوني الروهنوي» (بالإستونية: eesti maalammas)، ويُوجد من هذه الغراف 33 رأساً في الجزيرة تقريباً. من الجدير بالمُلاحظة أيضاً أن الضواري الكبيرة مُختفية الجزيرة منذ عدة قرون، ولا توجد عليها أي لواحم ضخمة.